# Repel
Repel ([ʁəˈpɛl] ) ist eine französische Gemeinde mit 82 Einwohnern (Stand: 1. Januar 2022) im Département Vosges in der Region Grand Est. Sie gehört zum Arrondissement Neufchâteau (bis 2024 Épinal) und ist Mitglied im Gemeindeverband Communauté de communes de Mirecourt Dompaire. Die Bewohner werden Repelois und Repeloises genannt.

## Geografie

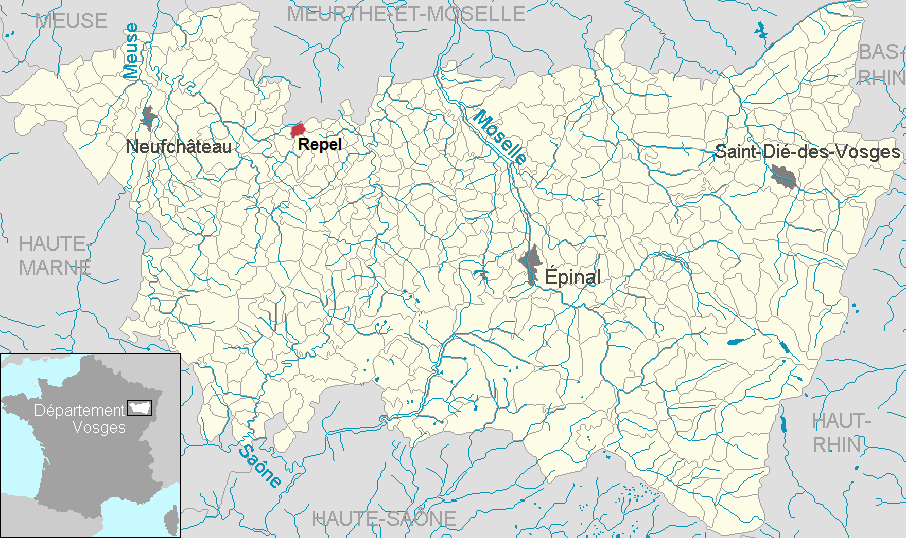
Lage der Gemeinde Repel
im Département Vosges

Die Gemeinde Repel liegt in der Landschaft Xaintois an der Grenze zum Département Meurthe-et-Moselle, etwa 40 Kilometer nordwestlich von Épinal und 37 Kilometer südlich von Nancy.
Das Relief des 3,46 km² umfassenden Gemeindegebietes ist wenig gegliedert. Im Nordosten wird mit 373 m über dem Meer der höchste Punkt auf einem Plateau erreicht (Haut de France). Wenig nördlich liegt der Höhenrücken Colline de Sion mit dem markanten Turm Signal de Vaudémont (541 m). Im äußersten Südosten der Gemeinde verläuft die Rhein-Maas-Wasserscheide.
Das Gemeindeareal wird vom Ruisseau de Bicène zur Vraine im Einzugsgebiet der Maas entwässert. Charakteristisch für die Umgebung sind weite Getreidefelder. Kleinere Waldgebiete finden sich im Osten (Bois de la Qouquiotte, Les Étocs).
Nachbargemeinden von Repel sind Aboncourt im Norden, Chef-Haut im Nordosten, Oëlleville im Südosten, Totainville im Südwesten sowie Saint-Prancher im Westen.

## Geschichte
Im Jahr 1147 tauchte der Ort als alodium respe (siehe Allod) erstmals in einer Urkunde auf.
Während des Ancien Régime war Repel Teil der Bailliage Mirecourt. Am Vorabend der Französischen Revolution teilten sich mehrere Herrschaften aus der Umgebung den Grundbesitz in Repel.
Repel hat keine eigene Kirche. Die Bewohner waren in den Nachbarorten Saint-Prancher und Aboncourt eingepfarrt. So bekamen die Pfarrer von Saint-Prancher und Aboncourt je ein Sechstel des Zehnten, ein Drittel ging an das Kapitel Remiremont und ein Drittel an das Stift St. Gangolf (Collégiale Saint-Gengoult) in Toul. Die Pfarrei Saint-Prancher gehörte zum Dekanat Poussay in der Diözese Toul.
An eine heute nicht mehr existierende Kapelle Saint-Gérard erinnert heute noch der Straßenname Rue de la Chapelle. Das Mairie- und Schulgebäude wurde 1836 errichtet.

### Bevölkerungsentwicklung
| Jahr      | 1962 | 1968 | 1975 | 1982 | 1990 | 1999 | 2006 | 2013 | 2022 |
| Einwohner | 109  | 111  | 112  | 94   | 79   | 67   | 63   | 83   | 82   |

Im Jahr 1846 wurde mit 255 Bewohnern die bisher höchste Einwohnerzahl ermittelt. Die Zahlen basieren auf den Daten von cassini.ehess und INSEE.

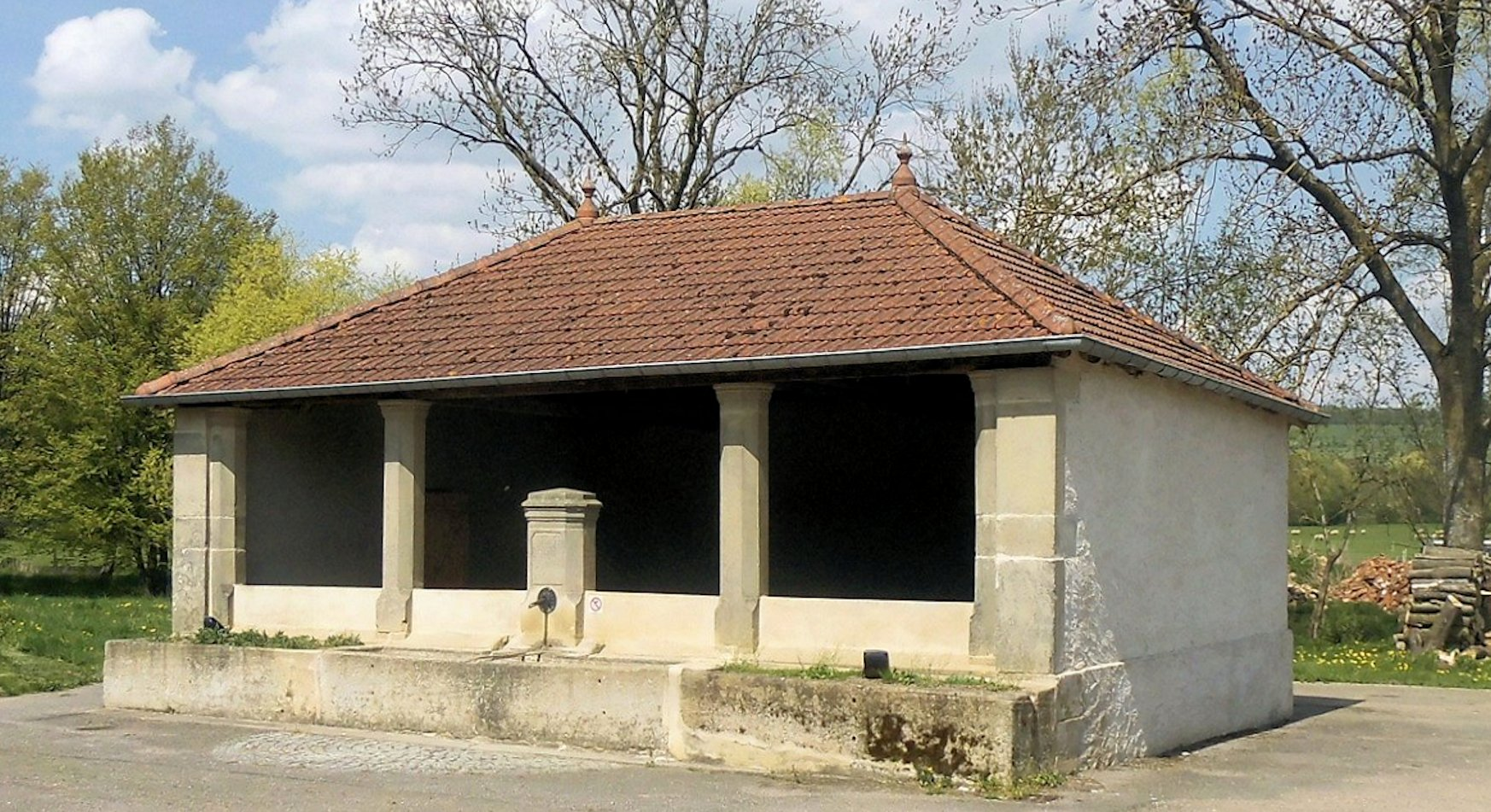
Lavoir in Repel

## Wirtschaft und Infrastruktur
Die Landwirtschaft spielt in Repel nach wie vor eine wichtige Rolle. In der Gemeinde sind vier Landwirtschaftsbetriebe ansässig (hauptsächlich Milchwirtschaft).
Die Gemeinde liegt abseits der überregionalen Verkehrsströme. Sechs Kilometer südlich des Dorfes verläuft die teilweise zweistreifig ausgebaute Departementsstraße 166, die von Épinal über Mirecourt nach Neufchâteau führt.

## Belege
1. ↑  Repel auf vosges-archives.com (Memento des Originals vom 5. März 2016 im Internet Archive)  Info: Der Archivlink wurde automatisch eingesetzt und noch nicht geprüft. Bitte prüfe Original- und Archivlink gemäß Anleitung und entferne dann diesen Hinweis. (PDF-Datei, französisch; 111 kB)
2. ↑  Repel auf cassini.ehess
3. ↑  Repel auf INSEE
4. ↑  Landwirtschaftsbetriebe auf annuaire-mairie.fr (französisch)